# Euserica mutata
Euserica mutata är en skalbaggsart som beskrevs av Leonard Gyllenhaal 1817. Euserica mutata ingår i släktet Euserica och familjen Melolonthidae. Inga underarter finns listade i Catalogue of Life.